# Marcos Esteban de Castro
Marcos Esteban de Castro (fl. 1578-1633) fue un maestro de capilla y compositor español.

## Vida
Las primeras noticias que se tienen del maestro Esteban son del 7 de octubre de 1578, fecha en la que fue recibido como mozo de coro en la Catedral de Segovia, aunque no sea posible garantizar con seguridad de que se trate de la misma persona: «Marcos Esteban, vecino de la ciudad de Ávila, atento a que tiene buena voz y habilidad». Allí estudió con el maestro Sebastián de Vivanco. Las últimas noticitas de Esteban en Segovia aparecen en las actas capitulares el 13 de abril de 1579, cuando se indica que le entregaron doce ducados de ayuda de costa «por ese año».
El 9 de septiembre de 1587 se notifica en las actas capitulares de la Catedral de Ávila una invitación a Marcos Esteban «para que venga a cantar siempre que hubiese canto de órgano» por una salario de cuarenta ducados. Naturalmente no se puede saber con seguridad si se trata de la misma persona presente en Segovia o si coinciden con los demás Marcos Esteban documentados como maestro de capilla.
En 1591 se le documenta como uno de los opositores al magisterio de la Catedral de León. Allí se presentó como maestro de capilla de la iglesia de Santa María la Mayor de Trujillo. En las oposiciones se enfrentaría a Juan García Garay, maestro de la Catedral de Santo Domingo de la Calzada; Alonso de Tejeda, maestro de la Catedral de Ciudad Rodrigo; y Miguel Navarro, maestro de la Catedral de Pamplona. Si éxito, ya que el cargo fue para Tejada.
Ese mismo año de 1591, tras la jubilación del maestro Martín de Oliva de la Catedral de Plasencia, Esteban le sucedió en el cargo. No permanecería más de cuatro años, hasta 1595, fecha en la que fue expulsado por el cabildo. Le sucedería Francisco de Santiago, después de un breve paréntesis en el que cargo permaneció vacante.
En algún momento posterior debió desplazarse a Orense, donde ejerció el magisterio de la Catedral hasta 1603. Se le documenta por primera vez en 1596, cuando se le entregaron 24 ducados extraordinarios porque «avia regocijado la iglesia y sus fiestas». En 1597 solicitó «ayuda de costa por el trabajo del día de Corpus y su octava» y un año más tarde, en 1598, se le concedieron 300 reales de aguinaldo, «haze su oficio con mucho cuidado y ha regocijado las fiestas y merece más salario».
Su magisterio orensano también se documenta cuando el 21 de noviembre de ese año el cabildo de la Catedral de Ávila le escribe para ofrecerle el magisterio de la capilla de música, que llevaba vacante desde 1602 con la partida de Sebastián de Vivanco a la Catedral de Salamanca. El cabildo había estado dudando si le ofrecían el cargo, ya que estaba casado. Inicialmente Esteban rechazó el cargo y el cabildo abulense decidió entregar el cargo a otro maestro, sin embargo Esteban llegó el 1 de diciembre a Ávila y solicitó ser examinado para el magisterio. Se le entregó el cargo el 10 de diciembre.
De su estancia en Ávila ya solo parecería por asuntos económicos y posteriormente tan solo en las listas de oficios de la capilla.

Se representó un auto, el día del Corpus.

Miguel Gómez y el maestro de capilla, Marcos Esteban, se ocuparon de enseñar a los niños de coro para este auto. Los niños pudieron ser 16, pues tal fue el número de pares de zapatos que se encargaron.

Se pagó a los seises 132 reales, y además se recompensó con ‹pan y vino y pasteles› a los que hicieron el auto.

Como accesorios empleados figuran cuatro tunicelas pintadas por un Diego Gómez, ropajes alquilados, y ‹unas plumas de colores y unas tocas de velo para los muchachos que representaron en la dicha fiesta›.

Este auto fue satisfactorio y se decidió repetir la experiencia.
Actas capitulares de la Catedral de Ávila, 1611

Permanecería en el cargo hasta 1633, momento a partir del que se pierde su rastro.

## Obra
Se conservan algunas obras suyas en el monasterio de Santa Ana de Ávila y una Misa de Batalla en la colección de cuadernos del archivo de música del Monasterio de El Escorial.